# Бронетехника Японии в 1918—1945 годах

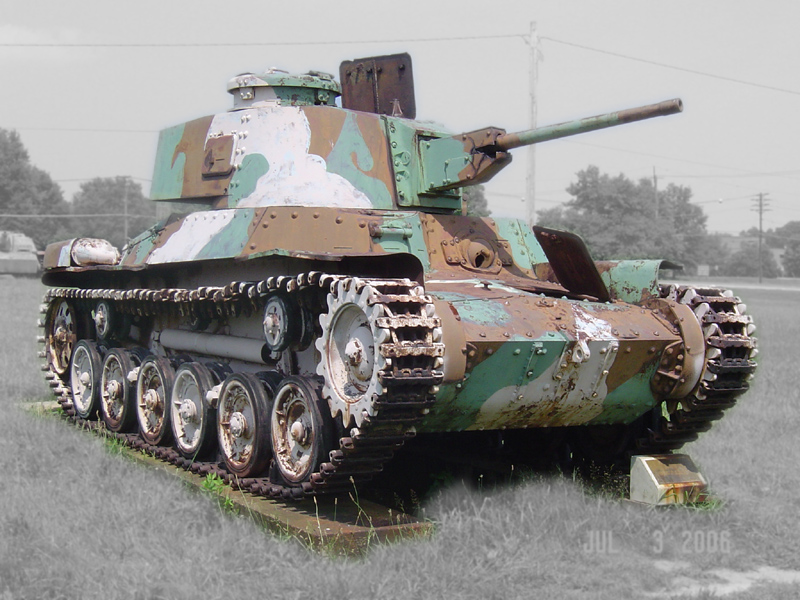
Запущенный в производство в 1938 году, «Чи-Ха» составлял основу японских танковых сил вплоть до конца войны

Танки в Японии появились впервые ещё в 1918 году, будучи закуплены за рубежом, а в 1920-е годы Япония смогла создать и первые подразделения, укомплектованные импортными танками. Уже во второй половине 1920-х годов в Японии начались работы по созданию собственных образцов, завершившиеся запуском первого танка в серийное производство в 1929 году. В 1930-е годы и в начале Второй мировой войны, производство танков в Японии всё возрастало, хотя их развитие тормозилось нехваткой финансирования, вызванной низким приоритетом, отводившимся бронетанковым войскам японским военным командованием вплоть до 1945 года. К 1945 году Япония занимала пятое место в мире по производству танков, однако она многократно отставала количественно от любого из четырёх основных мировых производителей — СССР, США, Германии и Великобритании. Танки активно использовались японскими войсками в Японо-китайской войне и Второй мировой войне, в том числе в ряде операций начального периода последней — с немалым успехом. Однако, продолжавшаяся нехватка финансирования и медленное внедрение новых образцов привели к тому, что к 1943 года Япония значительно отстала от ведущих мировых производителей бронетехники не только количественно, но и качественно, в результате чего в боях второй половины войны танковые войска Японии уже не смогли добиться сколько-нибудь значительных успехов. После капитуляции Японии в 1945 году, всякие разработки вооружения, в том числе и танков, в ней были прекращены, чтобы возобновиться уже только с 1954 года, в значительной степени с нуля.

## История развития

### Ранний период

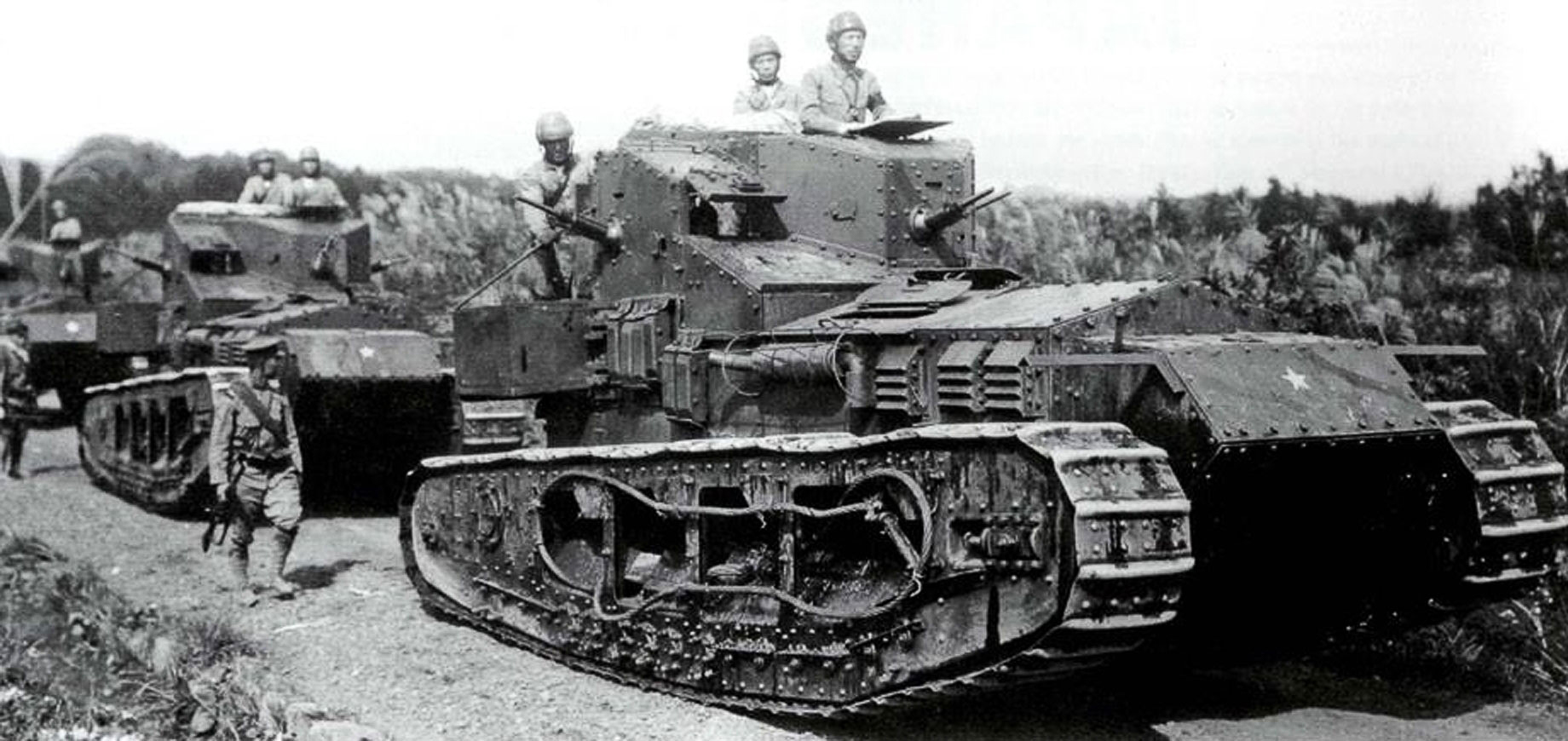
Танки Mk.A «Уиппет»
Императорской армии Японии

Первые танки попали в Японию уже вскоре после окончания Первой мировой войны. Интерес к танкам военные круги Японии проявили уже вскоре после появления нового оружия на полях сражений, однако предпринятые в 1917—1918 годах первые попытки японского флота получить образцы танков у Великобритании и Франции успехом не увенчались. Тем не менее, в Японии быстро оценили потенциал танков и продолжали попытки создания собственных бронетанковых подразделений. Как писал в то время полковник Т. Хосино: «Ни одна страна не может считать свои войска современными и обороноспособными без мощной артиллерии, современных танков и военных самолётов. Само наше будущее зависит от них». Первым японским танком стал прибывший в октябре 1918 года британский Mk.IV, за которым в 1919 году последовали приблизительно 6 Mk.A «Уиппет» и 13 французских FT-17, получивших в Японии обозначение «Ко Гата Сенша».

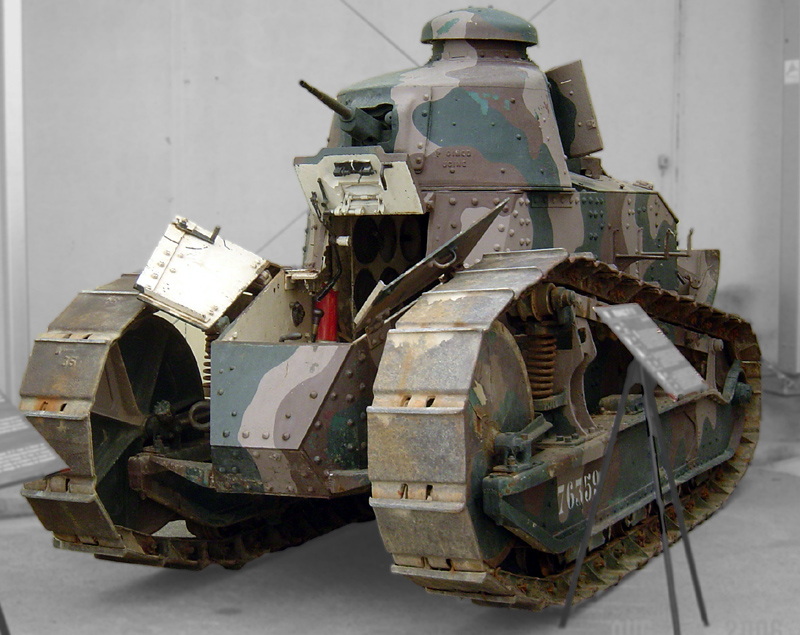
FT-17 в пулемётной версии

Сформировав в 1925 году первые танковые подразделения из импортной техники, в Японии начали и разработку собственных танков. Изначальным планом предполагалась разработка двух танков: 10-тонного лёгкого, подобного FT-17 и 20-тонного, лучше вооружённого и защищённого танка, близкого по классу к Mk.A. Работы по созданию первого японского танка начались в октябре 1925 в 4-й военной лаборатории Технического бюро Императорской армии Японии. Первый прототип из неброневой стали, получивший обозначение «№ 1», порой в некоторых источниках называемый также «Чи-И» был завершён на Осакском арсенале, по разным данным, летом 1926 или же в феврале 1927 года. 18-тонный № 1 имел двухбашенную конструкцию, с главной башней с 57-мм пушкой, которую позднее планировалось заменить на 70-мм, расположенной спереди, второй башней с пулемётом, находившейся в корме машины и расположенным посередине моторным отделением. На испытаниях танк показал себя слишком тяжёлым, и как следствие, малоподвижным, недостаточной была найдена и его способность к преодолению препятствий. Как следствие, дальнейшие работы по Типу 87 были прекращены, хотя позднее на основе него была создана серия японских тяжёлых танков, также, впрочем, не поступивших в серийное производство.
Разработка нового улучшенного танка была начата в 1927 году, параллельно с завершением работ по «№ 1». Значительное влияние на его конструкцию оказало изучение закупленного в Великобритании в марте 1927 года танка Vickers Medium Mk.C (не путать с Mk.C Hornet). Испытания Mk.C оказали влияние на дальнейшую историю японского танкостроения ещё и тем, что произошедшее во время них самовозгорание карбюраторного двигателя танка заставило японских конструкторов обратиться к дизельным двигателям в разработке будущих танков. Первый прототип второго танка, также построенного Осакским арсеналом и получившего обозначение «№ 2», а позднее, по стандартной системе обозначения вооружений — Тип 87, был закончен в апреле 1929 года. Несмотря на лучшие результаты, чем у «№ 1», показанные новым танком на испытаниях, он всё равно был отвергнут военными, требовавшими более мощного вооружения и лучшей бронезащиты.

### Первые серийные танки

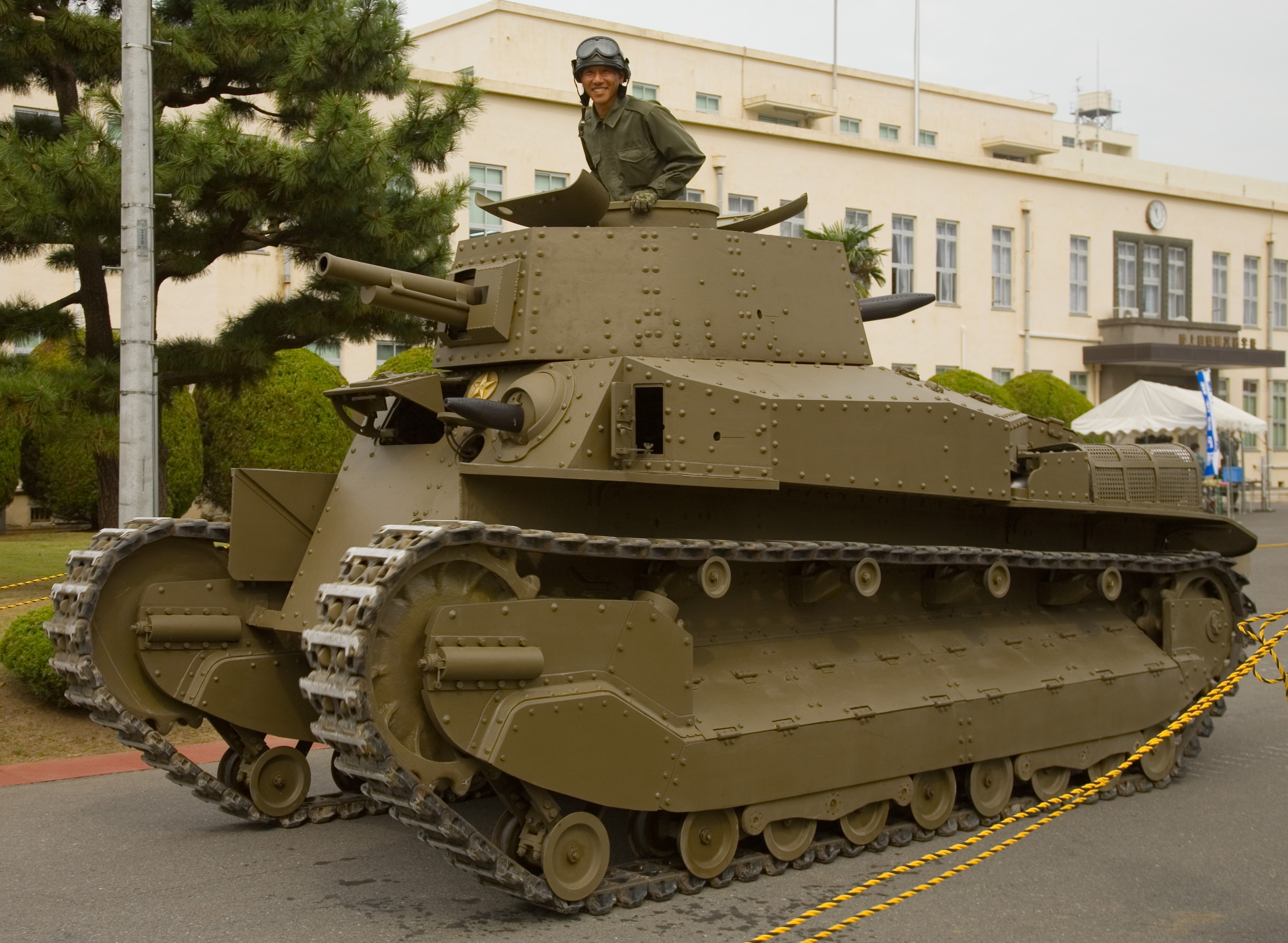
Тип 89

Развитие конструкции отвергнутого военными «№ 2» было продолжено и уже к концу 1929 года Осакским арсеналом был представлен новый танк, получивший обозначение Средний танк Тип 89 (яп. 八九式中戦車) или «И-Го» (яп. イ号). Новый танк, весивший 9,1 тонну, более отвечал требованиям военных и было решено начать его серийное производство. Для производства танка был выбран Арсенал Сагами, но ограниченные производственные мощности последнего вынудили привлечь многочисленных субподрядчиков, включая фирму «Мицубиси», построившей новый завод специально для производства танков. Из-за всех задержек, серийное производство Типа 89 началось, по разным данным, только в конце 1930 или в 1931 году, причём после всех модификаций при подготовке к производству, масса танка выросла до 11,5 тонн. Танки Тип 89 ранних выпусков всё ещё оснащались карбюраторными двигателями, но выпускавшиеся с 1933 года машины имели уже дизельные двигатели, что сделало его первым в мире серийным танком, оснащённым таковыми. Производство Типа 89 продолжалось вплоть до 1939 года, всего было выпущено 404 танка этой модели.
Импорт иностранной техники, тем не менее, всё ещё продолжался, хотя уже в значительной степени лишь для изучения. Так, в 1930 году, в Великобритании были приобретены 6 танкеток «Карден-Лойд» Mk.VI, к которым в начале 1930-х годов были прибавлены ещё две Mk.VIB. Помимо них, так как начало производства собственных средних танков задерживалось, в 1930 году были приобретены 10 французских NC 27, получивших обозначение «Оцу Гата Сенша». Впоследствии NC 27 были в Японии переоснащены более мощными карбюраторными двигателями, а часть из них даже получила дизельные двигатели.

### Танкетки и малые танки

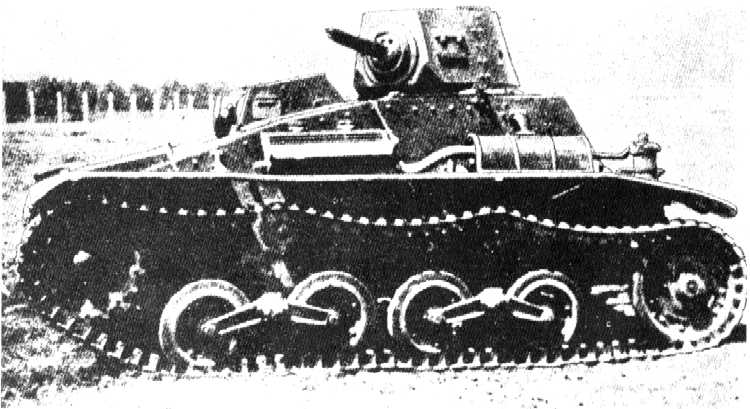
Тип 94

Помимо танков, армия Японии испытывала потребность в танкетке, как полубоевой машине, предназначенной прежде всего для транспортировки в условиях фронтовой полосы или для снабжения удалённых гарнизонов. Как раз качестве образца такой машины были в 1930 году были приобретены британские танкетки «Карден-Лойд» Mk.VI. Тем не менее, безбашенная компоновка британской машины была сразу отвергнута японскими конструкторами и в 1931 году ими была начата разработка уже башенной машины, по советской классификации определяемой как малый танк. Новый танк, первый прототип которого был закончен в 1933 году, получил обозначение «Лёгкая бронемашина Тип 94 TK» (яп. 九四式軽装甲車), хотя порой его ранние версии ошибочно обозначаются в литературе как «Тип 92». Тип 94 стал первым японским танком, на котором была использована ставшая после этого стандартом подвеска «типа Хара», созданная Т. Хара, одним из ведущих конструкторов японской бронетехники того периода. Тип 94 производился серийно с 1935 по 1940 год, общий его выпуск составил 823 танка. Изначально планировавшийся как танкетка снабжения, Тип 94 тем не менее в дальнейшем сравнительно успешно применялся и в качестве лёгкого танка для разведки, связи или даже поддержки пехоты.

### Танки для кавалерии
Тип 89 вполне устраивал пехоту, однако представители кавалерии нашли его максимальную скорость, не превышавшую 25 км/ч, недостаточной для мобильных действий и приступили к разработке боевой машины в соответствии с собственными требованиями. По некоторым источникам, основой для будущего кавалерийского танка послужило изучение закупленного в 1930 году образца танка «Виккерс» Mk.E, однако получившаяся в итоге машина, первый прототип которой был закончен в 1931 году, имела со своим предполагаемым прародителем мало общего. Новый танк имел компоновку с расположением состоявшего из двух пулемётов вооружения в небольшой башне и в установке в лобовом листе корпуса справа. В качестве альтернативы ему рассматривался танк Д. У. Кристи M1928, предлагавшийся на экспорт в США, но после выявившей проблемы с надёжностью демонстрации танка на Абердинском полигоне, на которой присутствовали японские представители, было решено отказаться от его закупки. В итоге, кавалерия остановилась на танке собственной разработки, чьё серийное производство было начато в 1933 году. Поскольку эксклюзивным правом на использование танков в то время обладала пехота, новой машине было присвоено условное обозначение «Тяжёлая бронемашина Тип 92» (яп. 九二式重装甲車). Производство Типа 92 продолжалось до 1936 года, всего было выпущено 167 танков.

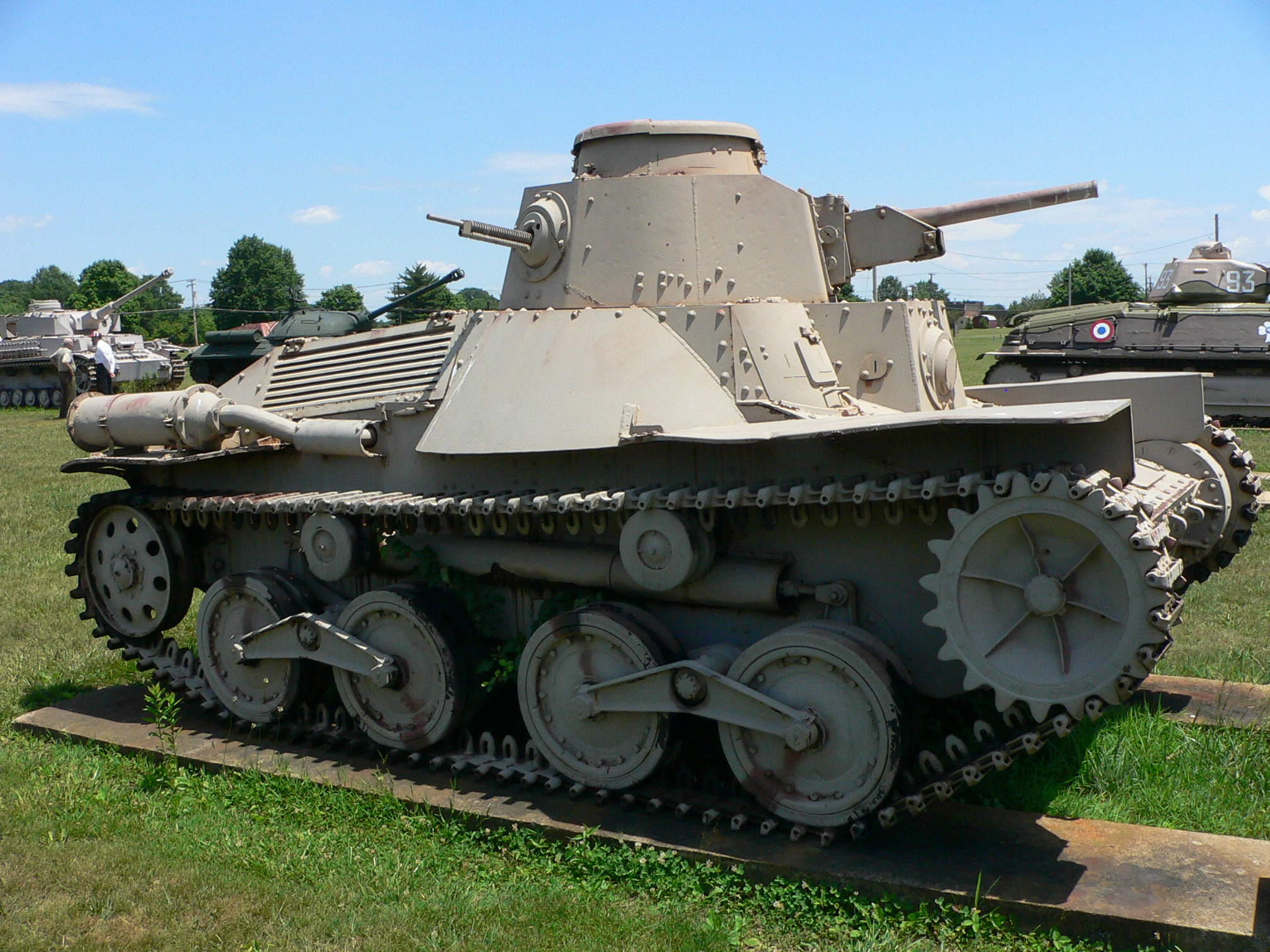
Тип 95 «Ха-Го»

Несмотря на хорошую подвижность и сравнительно успешное применение в Китае против почти не располагавшего противотанковыми средствами противника, танки Тип 92 были со всей очевидностью слишком слабо вооружены и совершенно недостаточно бронированы, к чему добавились проблемы с подвеской и не освоенными в то время сварными корпусами. Разработка лёгкого танка с более мощным бронированием и вооружением из 37-мм пушки была начата в июле 1933 года, а его первый прототип был готов к июню 1934 года. Испытания прототипа прошли удачно и в 1935 году он был принят на вооружение под обозначением Лёгкий танк Тип 95 (яп. 九五式軽戦車) или «Ха-Го» (яп. ハ号). Серийное производство «Ха-Го» началось в том же году со всё возрастающими вплоть до 1941 года темпами и продолжалось до 1943 года. Всего было выпущено, по современным источникам, 2300 танков этого типа, что сделало его самым массовым японским танком в истории. Хотя изначально «Ха-Го» создавался для кавалерии, пехота уже на этапе его разработки тоже проявила интерес к мобильному танку и в дальнейшем большая часть выпущенных машин была использована именно ими.

### Экспериментальные плавающие танки
История плавающих танков в Японии началась с приобретения в Великобритании плавающего танка «Виккерс» и лицензии на его производство в 1931 году. При разработке же собственного плавающего танка за основу первоначально был взят танк Тип 92, но созданный на его базе танк, получивший обозначение «А И-Го» оказался крайне неудачным и дальнейшие разработки основывались уже на британской машине. C 1933 по 1935 год фирмой «Мицубиси» были последовательно построены и испытаны три опытных плавающих танка — SR I, SR II и SR III. Все они имели традиционную конструкцию с обеспечением плавучести за счёт водоизмещающего корпуса большого объёма. Вооружение этих танков состояло из 6,5-мм пулемётов, а бронирование не превышало 5—6 мм, к чему добавились постоянные проблемы с надёжностью. Испытания SR III, завершившиеся в 1937 году, оказались столь неудачными, что дальнейшие работы по плавающим танкам армией были прекращены.

### Новый средний танк

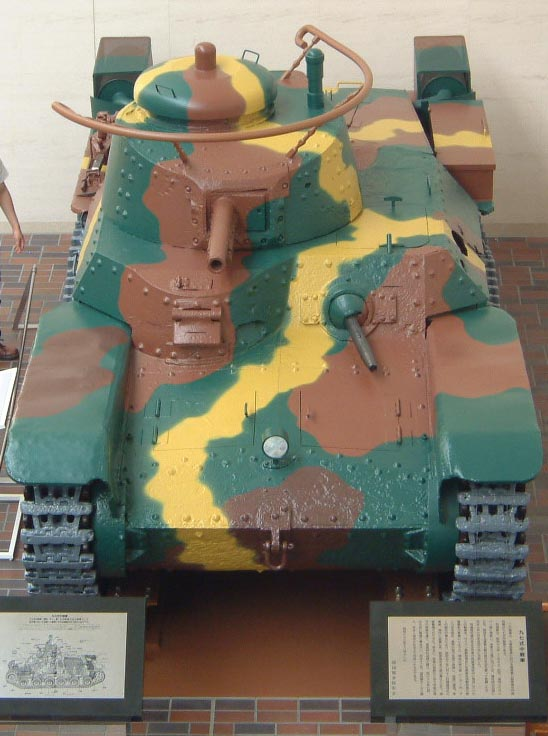
Тип 97 «Чи-Ха»

Характеристики среднего танка Тип 89, составлявшего основную силу японских бронетанковых войск на раннем периоде, ко времени его создания в целом соответствовали мировому уровню, но уже к середине 1930-х годов он стал всё более отставать от новых зарубежных образцов, прежде всего в части подвижности и защищённости. В связи с этим, уже с 1935 года началась разработка нового среднего танка для его замены. Одним из ориентиров при этом стал британский «Виккерс 16-тонный», но тем не менее, новый танк стал полностью японской разработкой. Основные требования к будущему танку, сформулированные к 1936 году, предполагали скорость, увеличенную до уровня нового лёгкого танка «Ха-Го», идентичное Типу 89 вооружение и усиленное бронирование. Вместе с тем, армии требовалась лёгкая и недорогая в производстве машина, что ограничивало возможности усиления защиты.
Фирмой «Мицубиси» были разработаны два прототипа. Более тяжёлый «Чи-Ха» (яп. チハ — «средний третий») был создан при участии Технического департамента, тогда как более лёгкий «Чи-Ни» (яп. チニ — «средний четвёртый») был построен арсеналом в Осаке и спонсировался Генеральным штабом. Сравнительные испытания обеих машин были проведены в начале 1937 года. Хотя «Чи-Ни» с его тесной одноместной башней немногим превосходил по своим боевым возможностям «Ха-Го», а его скорость оказалась существенно ниже требуемой, армия поначалу отдавала предпочтение ему, ввиду меньших массы и стоимости по сравнению с «Чи-Ха». Но начало Японо-китайской войны и вызванное ей увеличение бюджета армии открыли для неё новые возможности и в итоге для принятия на вооружение был избран «Чи-Ха», получивший обозначение Средний танк Тип 97 (яп. 九七式中戦車).

## Организация производства
Производство танков в Японии осуществлялось рядом предприятий, как правило, частных. Крупнейшим производителем танков являлся выпускавший исключительно бронетехнику завод фирмы «Мицубиси» в Токио, на чью долю пришлось около 75 % средних и 50 % лёгких танков от общего выпуска. Единственным помимо него предприятием, полностью выделенным для выпуска бронетехники, являлся построенный специально для этого в 1942 году токийский завод фирмы «Хино», производивший в основном лёгкие машины. Для остальных же производителей бронетехника составляла меньшую часть их продукции. Вторым по объёмам выпуска производителем танков был завод фирмы «Хитачи» в Камэари, помимо того, бронетехнику выпускали более десятка других предприятий, но их вклад был значительно меньшим. Кроме частных предприятий, бронетехнику выпускали арсеналы Нагои, Осаки, Сагами и Кокуры. Небольшое количество танков «Чи-Ха» было выпущено также за пределами Японии, на Харбинском арсенале в годы войны.

## Конструктивные особенности

### Компоновка танков
Первые танки, такие как Тип 89 и Тип 92, созданные под влиянием британских образцов, имели и аналогичную последним классическую компоновку, с кормовым расположением моторно-трансмиссионного отделения. Но уже начиная с танка «Ха-Го», была принята компоновка с размещением моторного отделения в кормовой части танка, трансмиссионного — в лобовой, а отделения управления и боевого отделения, часто объединявшихся — между ними. Такая компоновка была в тот же период принята в танкостроении Германии и США, хотя последние отказались от неё в годы Второй мировой войны в пользу классической.
Важнейшим преимуществом переднемоторной компоновки, по сравнению с классической, являлось увеличение длины боевого отделения, за счёт совмещения отделения управления и трансмиссионного отделения. Так, «Чи-Ну» стал одним из самых маленьких танков Второй мировой войны, имевших 75-мм пушку в трёхместной башне. Помимо этого, боевое отделение в результате этого оказывалось ближе к середине машины, что уменьшало его колебания на ходу и в принципе позволяло повысить точность стрельбы, но из-за неудачной конструкции подвески, сообщавшей значительные продольные колебания, этот плюс практически сводился на нет. Главным недостатком такой компоновки являлось увеличение высоты танка из-за проходящего через боевое отделение карданного вала, хотя на японских танках влияние этого старались свести к минимуму путём установки редукторов, позволявших разместить вал на минимальной высоте, параллельно полу боевого отделения, что выгодно отличало их от танков США аналогичной компоновки. Также, лобовое размещение трансмиссии и ведущих колёс повышало вероятность их поражения в бою, а лючки для обслуживания трансмиссии снижали бронестойкость корпуса, но последнее обстоятельство для большинства японских танков, имевших лишь противопульное бронирование, не имело большого значения.
На малом танке Тип 94 была применена классическая переднемоторная компоновка, с расположением моторного отделения в лобовой части слева, отделения управления — справа и боевым отделением, занимавшим кормовую часть. Однако уже на следующем малом танке, «Те-Ке», было решено отказаться от этой схемы в пользу стандартной компоновки. Одной из основных причин этого стала недостаточная на Типе 94 координация действий между командиром и механиком-водителем, находившихся в разных отсеках и не имевших каких-либо средств связи. Помимо этого, заднемоторная компоновка позволила несколько улучшить условия работы экипажа, за счёт большего внутреннего пространства и отдаления двигателя. Даже после войны японцы не сразу отказались от своей стандартной компоновки, и с созданием Сил самообороны, их первый новый танк, Тип 61, стал последним и единственным после 1945 года танком с передним размещением трансмиссии при размещении двигателя сзади.

### Броневой корпус и башня
Ранние японские танки имели стандартную для того периода конструкцию броневых корпусов и башен, собиравшихся из катаных листов броневой стали на каркасе, соединяясь при помощи заклёпок и болтов. Такая конструкция, за редкими исключениями в виде литых башен или отдельных деталей корпуса, использовалась и во всех других странах, начиная с первых танков, но имела ряд недостатков. Объём каркаса дополнительно утяжелял корпус, а его уголковые конструкции занимали забронированный объём, вдобавок, изготовление клёпаных конструкций было значительно более трудоёмким по сравнению со сварными. Помимо этого, обычные заклёпки и болты могли срываться попаданиями пуль или осколков, но даже при применении пулестойких головок, при попадании снаряда, а порой и крупнокалиберной пули, из-за деформации бронелистов, крепёжные элементы могли выстреливаться внутрь танка, становясь опасными поражающими элементами. Сварная конструкция корпуса была лишена этих недостатков, и в Японии опыты в этом направлении начались сравнительно рано, запущенный в серийное производство в 1932 году Тип 92 стал одним из первых или даже первым в мире танком с в основном сварной конструкцией корпуса. Однако этот опыт оказался малоудачным, так как в процессе службы Тип 92 часто страдали от дефектов сварки, и последующие танки, в том числе наиболее массовые «Ха-Го» и «Чи-Ха», собирались с клёпаными корпусами, с применением сварки лишь в отдельных участках.

### Вооружение
| Типы пушек, применявшихся на серийных японских танках |            |                        |                                     |                                              |                               |                                   |
| Образец                                               | Калибр, мм | Длина ствола, калибров | Вес осколочно-фугасного снаряда, кг | Начальная скорость бронебойного снаряда, м/с | Базовое орудие                | Применялось на танках             |
| Тип 90                                                | 57         | 14,9 / 850 мм          | 2,36                                | 380                                          | н/д                           | Тип 89                            |
| Тип 94                                                | 37         | 36,7 / 1360 мм         | 0,645                               | 575                                          | противотанковое орудие Тип 94 | «Ха-Го», «Те-Ке»                  |
| Тип 97                                                | 57         | 18,5 / 1055 мм         | 2,36                                | 420                                          | н/д                           | Тип 89, «Чи-Ха»                   |
| Тип 98                                                | 37         | 36,7 / 1360 мм         | 0,645                               | 675                                          | н/д                           | «Ха-Го»                           |
| Тип 100                                               | 37         | 36,7 / 1360 мм         | 0,645                               | 675                                          | н/д                           | «Ке-Ни»                           |
| Тип 1                                                 | 37         | 45,9 / 1700 мм         | 0,645                               | 800                                          | н/д                           | «Ке-То», «Ка-Ми»                  |
| Тип 1                                                 | 47         | 48 / 2260 мм           | 1,4                                 | 810                                          | противотанковое орудие Тип 1  | «Шинхото Чи-Ха», «Чи-Хе», «Ка-Чи» |
| Тип 3                                                 | 75         | 38,44 / 2880 мм        | 6,34                                | 680                                          | полевое орудие Тип 90         | «Чи-Ну»                           |

### Средства наблюдения
На ранних японских танках единственным средством наблюдения служили открытые смотровые щели, прорезанные в броне и в некоторых случаях снабжавшиеся броневыми заслонками. Этот простейший вид смотровых приборов, применявшийся со времён первых танков, в 1920-х — начале 1930-х годов всё ещё был широко распространён, однако имел совершенно неудовлетворительный обзор по сравнению с более совершенными средствами наблюдения и вдобавок не обеспечивал экипажу достаточной защиты, так как через щель в боевых условиях нередко попадали осколки или брызги свинца при попаданиях пуль, а порой и сами пули. На всех японских средних танках и на лёгких, начиная с «Ха-Го», применялись командирские башенки, обеспечивавшие круговой обзор, но их эффективность в большинстве случаев снижалась отсутствием освобождённого от иных функций командира танка. Оригинальной особенностью японских танков являлось применение наряду с горизонтальными смотровыми щелями вертикальных, за счёт чего пытались сохранить обзор при колебаниях машины. На малых танках Тип 94 применялись малоразмерные смотровые лючки с броневыми крышками, но из-за их недостаточной защищённости в дальнейшем они также были заменены смотровыми щелями. На танке Тип 89 был применён стробоскопический прибор для обеспечения обзора, но дальнейшего развития это направление не получило.
В целом, уже ко времени появления «Ха-Го», конструкция его смотровых приборов оценивалась как архаичная, а эффективность средств наблюдения всех ранних японских танков — как очень низкая. Шагом вперёд в этом направлении стал «Чи-Ха». Смотровые щели на нём оборудовались сменными защитными триплексными стеклоблоками с внутренней стороны, которые, хотя и не улучшая обзорность, значительно повышали защиту экипажа. Другим нововведением стало появление на «Чи-Ха» командирского перископического панорамного смотрового прибора, устанавливавшегося в крышке люка командирской башенки. Но даже несмотря на это, средства наблюдения японских танков, на серийных танках в дальнейшем уже не улучшившиеся, значительно уступали более совершенным зарубежным образцам, появившимся в ходе войны

### Средства связи
| Типы радиостанций, применявшихся на серийных японских танках |     |                      |                 |                     |                      |           |                                |
| Модель радиостанции                                          | Тип | Конфигурация антенны | Диапазон частот | Дальность связи, км | Дальность связи, км  | Масса, кг | Применялась на танках          |
| Модель радиостанции                                          | Тип | Конфигурация антенны | Диапазон частот | В телефонном режиме | В телеграфном режиме | Масса, кг | Применялась на танках          |
| Тип 94 Mk.4 Оцу                                              |     | L-образная, 1,5—2 м  |                 | 1                   |                      | 40        | Тип 92                         |
| Тип 94 Mk.4 Хей                                              |     | L-образная           |                 | 1                   |                      | 90        | Тип 89                         |
| Тип 96 Mk.2 Бо                                               |     | L-образная           |                 | 1                   |                      | 50        | командирские «Ха‑Го» и «Чи‑Ха» |
| Тип 3 Ко                                                     |     | L-образная           |                 | 15                  | 50                   | 560       | «Ши-Ки»                        |
| Тип 3 Оцу                                                    |     | L-образная           |                 | 4                   | 10                   | 240       | «Ши-Ки»                        |
| Хей                                                          |     | штыревая, 2 м        |                 | 0,5                 | —                    | 130       | различные типы танков          |

### Двигатель и трансмиссия
Первые японские танки, включая серийные Тип 92, Тип 94 и Тип 89 ранних выпусков, оснащались карбюраторными двигателями различных моделей, разработанными изначально в качестве авиационных или тракторных. Вместе с тем, уже с 1933 года, когда в Японии было начато производство 6-цилиндровых тракторных дизельных двигателей воздушного охлаждения мощностью 120, а позднее и 160 л.с, вскоре началась их установка и на танки Тип 89 поздних выпусков, а с 1935 года и новые «Ха-Го». С того времени дизельные двигатели воздушного охлаждения стали стандартом для японских танков и ими оборудовались все серийные японские танки. Так, для танка «Те-Ке», чьё производство началось в 1937 году, был разработан малогабаритный 4-цилиндровый двухтактный дизельный двигатель мощностью 60 л.с. Для нового же среднего танка «Чи-Ха» был разработан специальный 12-цилиндровый двухтактный танковый дизельный двигатель воздушного охлаждения мощностью 170 л. с. Позднее на его основе был создан усовершенствованный двигатель мощностью 230 л.с, применявшийся на танках «Чи-Хе» и «Чи-Ну». Для нового среднего танка «Чи-То» был разработан дизельный двигатель Тип 4, мощностью 400 л.с, однако его доводка затягивалась, в связи с чем на следующий средний танк, «Чи-Ри», планировалось устанавливать германский карбюраторный двигатель фирмы BMW, развивавший мощность 550 л.с.
Усилия японских конструкторов по разработке дизельных двигателей объяснялись прежде всего постоянным дефицитом горючего, испытывавшимся Японией, поскольку дизельные двигатели отличались лучшей экономичностью по сравнению с карбюраторными. Кроме того дизельное топливо отличалось меньшей пожароопасностью по сравнению с бензином. Двухтактные двигатели позволили также получить на 50—70 % большую удельную мощность двигателя на литр рабочего объёма, по сравнению с разрабатывавшимися в других странах четырёхтактными, однако их экономичность оказалась меньше расчётной, а более напряжённый тепловой режим работы приводил к повышенному износу.
| Типы двигателей, применявшихся на серийных японских танках |                              |                           |            |               |                            |                          |
| Модель двигателя                                           | Тип                          | Конфигурация              | Охлаждение | Рабочий объём | Максимальная мощность      | Применялся на танках     |
| «Даймлер»                                                  | четырёхтактный карбюраторный | рядный 6‑цилиндровый      | водяное    | н/д           | 118 л. с. при 1800 об/мин. | Тип 89                   |
| 6120 VD                                                    | двухтактный дизельный        | рядный 6‑цилиндровый      | воздушное  | 14 328 см³    | 120 л. с. при 1800 об/мин. | Тип 89, «Ха-Го»          |
| Тип 94                                                     | четырёхтактный карбюраторный | рядный 4‑цилиндровый      | воздушное  | 2 614 см³     | 32 л. с. при 1800 об/мин.  | Тип 94                   |
| O.H.V.                                                     | двухтактный дизельный        | рядный 4‑цилиндровый      | воздушное  | 6 229 см³     | 65 л. с. при 2300 об/мин.  | «Те-Ке»                  |
| Тип 97                                                     | двухтактный дизельный        | V-образный 12‑цилиндровый | воздушное  | 21 700 см³    | 170 л. с. при 2000 об/мин. | «Чи-Ха»                  |
| Тип 100                                                    | двухтактный дизельный        | рядный 6‑цилиндровый      | воздушное  | н/д           | 130 л. с. при 2100 об/мин. | «Ке-Ни»                  |
| Тип 100                                                    | двухтактный дизельный        | V-образный 12‑цилиндровый | воздушное  | н/д           | 240 л. с. при 2000 об/мин. | «Чи-Хе», «Хо-И», «Чи-Ну» |

### Ходовая часть

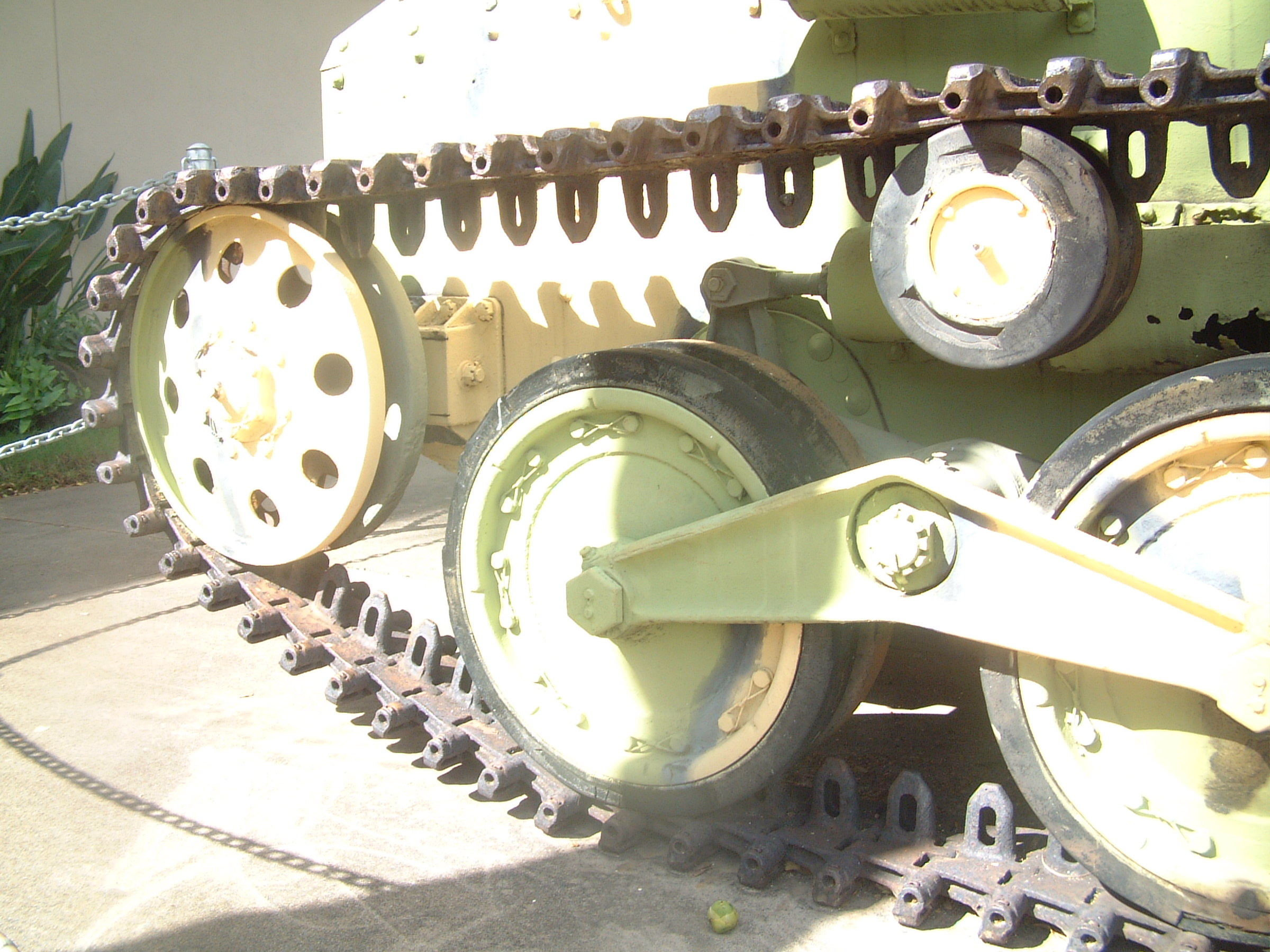
Узел подвески танка «Ха-Го»

Первые японские танки использовали системы подвески, заимствованные с зарубежных образцов или разработанные под их влиянием, так, Тип 89 сохранял сблокированную попарно подвеску на вертикальных пружинах британского Mk.C, а Тип 92 имел сблокированную попарно подвеску на листовых полуэллиптических рессорах. Однако в начале 1932 году, конструктором Т. Хара была разработана оригинальная система подвески, известная в литературе как «тип Хара». Конструктивно, узел такой подвески состоял из двух опорных катков, сблокированных на балансире, шарнирно закреплённом на корпусе танка и соединённым при помощи рычагов и тяг с цилиндрической пружиной, горизонтально закреплённой на борту корпуса и как правило, укрытой броневым кожухом. Также на части танков одиночные катки, подвешенные на отдельном балансире по той же схеме. Впервые подвеска типа Хара была применена на малом танке Тип 94 и после успешных результатов, показанных ей, она стала стандартом для японских танков вплоть до 1945 года. Был также создан один опытный экземпляр лёгкого танка «Ке-Ни» с подвеской типа Кристи, с независимым подрессориванием каждого опорного катка вертикальной пружиной во всю высоту корпуса и отсутствием поддерживающих катков, но дальнейшего развития этот эксперимент не получил и все разрабатывающиеся в дальнейшем танки, использовали подвеску Хара. Преимуществами такой подвески являлись простота и надёжность, в сочетании с высокой энергоёмкостью и большим динамическим ходом катков. С другой стороны, подвеске типа Хара были свойственны продолжительные и значительные продольные колебания, характерные пружинным подвескам, лишённым амортизаторов и сильно затруднявшие стрельбу с коротких остановок, вдобавок, её детали отличались значительной массой.

## Служба и боевое применение

### Бои у озера Хасан и на Халхин-Голе
К началу боёв на Халхин-Голе в мае 1939 года, Квантунская армия имела около 100 танков, сосредоточенных в 3-м и 4-м танковых полках, объединённых в 1-ю механизированную бригаду. Всего из этого числа в боевых действиях принимало участие 87 танков: 10 Тип 94, 4 «Те-Ке», 35 «Ха-Го», 34 Тип 89 и 4 «Чи-Ха»; помимо того, в боях использовались несколько танков Тип 94 из состава 23-й пехотной дивизии.

### Японские танки в других странах
В 1943 году подконтрольная Японии Маньчжоу-го получила от неё около десятка малых танков Тип 94, из которых была сформирована единственная в стране танковая рота. Некоторое количество лёгких «Ха-Го» и средних танков Тип 89 было захвачено французскими силами при отбитии Камбоджи в 1945 году и какое-то время использовалось ими, вплоть до прибытия из Франции более современных машин.

#### Китай
Наибольшее число японских танков, помимо самой Японии, использовалось Китаем. Значительная часть японских танков были захвачены странами-победителями, как в боях, так и после капитуляции Японии. Основная часть этой техники досталась СССР и США, которые затем передали её противоборствующим группировкам в китайской Гражданской войне. В сентябре — ноябре 1945 года НОАК получила от СССР в общей сложности около 600 японских танков. С другой стороны, 543 японских танка в тот период были переданы вооружённым силам Гоминьдана. Основную часть этой техники составляли лёгкие «Ха-Го» и средние «Чи-Ха» и «Шинхото Чи-Ха», вместе с некоторым количеством малых танков Тип 94 и «Те-Ке». Обе стороны активно использовали полученные танки в ходе Гражданской войны, а, по крайней мере в победившей в войне КНР, они оставались на вооружении и некоторое время после её окончания. Так, в 1949 году в НОАК всё ещё имелось 349 танков японского производства. Некоторое количество этих танков КНР также передала Корейской Народной Армии для использования в качестве учебных.

## Сохранившиеся экземпляры

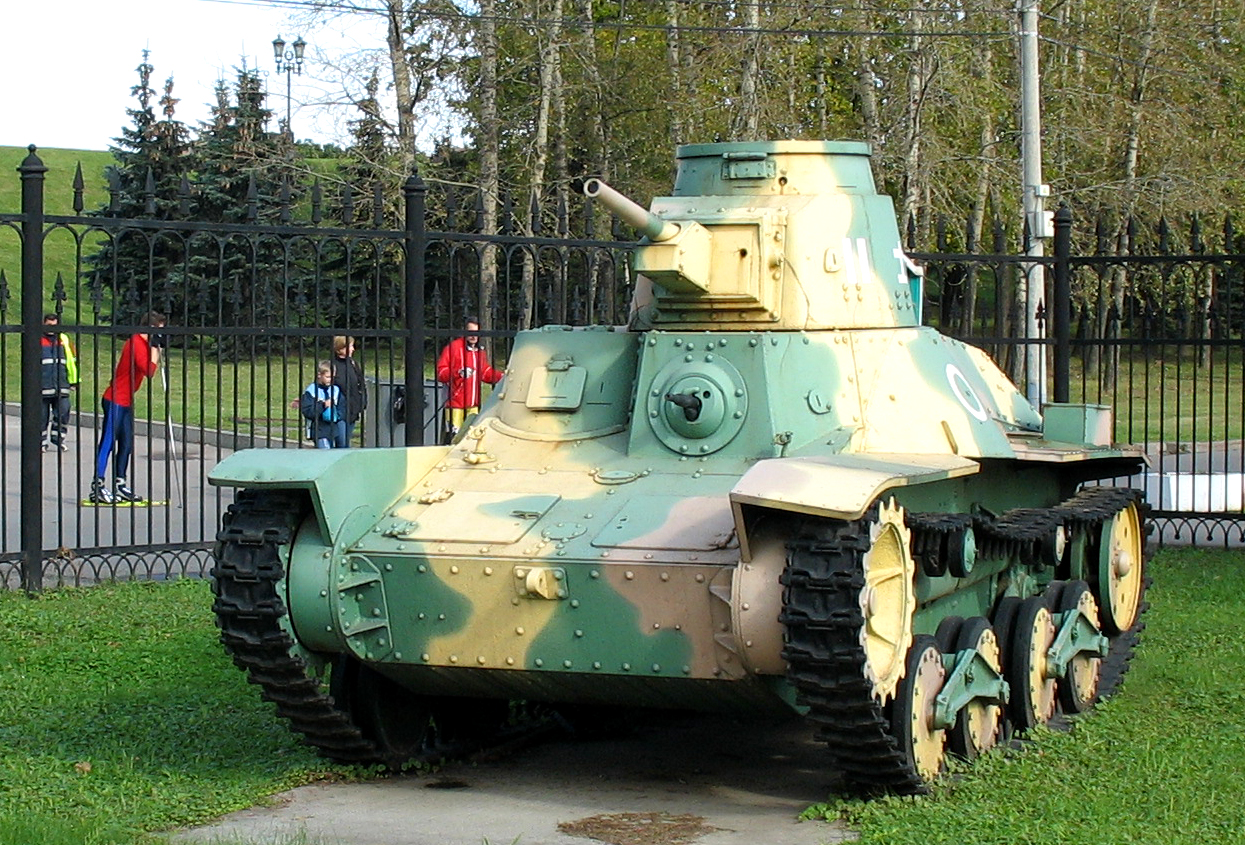
«Ха-Го» музейного комплекса на Поклонной горе

В различных музеях мира сохранилось большинство серийных образцов японских танков, за исключением Тип 92, «Ке-Ни», «Ке-То» и «Чи-Хе». Крупнейшей коллекцией японских танков, включающей, помимо прочего, единственные сохранившиеся «Ка-Ми» и «Ке-Ну» обладает российский Бронетанковый музей в Кубинке. Второе по размеру собрание японских танков имеется в музее Абердинского полигона в США. Помимо этого, по 1—2 японских танка различных моделей имеется в музеях, либо установлено в мемориалах ряда стран, принимавших участие в боях на Тихом океане в годы Второй мировой войны: Австралии, Китая, Таиланда, Великобритании, Нидерландов и Индонезии. В самой Японии сохранились лишь немногие экземпляры собственных танков, включающие, вместе с тем, единственный сохранившийся «Чи-Ну». Также в Японии находится единственный сохранившийся экземпляр «Чи-То», но он пребывает на дне озера, хотя в 2000-е годы среди энтузиастов военной истории было организовано движение за его поднятие и реставрацию. Помимо перечисленных, известно более полусотни танков, в подавляющем большинстве «Ха-Го», «Чи-Ха» или «Шинхото Чи-Ха», брошенных на различных островах Тихого океана. Значительная часть из них имеет боевые повреждения различной степени, некоторые используются в роли местных достопримечательностей, но подавляющее большинство лишь всё более превращается в труху при отсутствии всякого внимания.